# Denis Johnson
Denis Johnson (1. července 1949 – 24. května 2017) byl americký spisovatel.
Narodil se do americké rodiny v Mnichově, jeho otec pracoval pro americké ministerstvo zahraničí; mládí dále prožil na Filipínách, v Japonsku a ve Washingtonu, D.C. Studoval na Iowské univerzitě, kde později pracoval jako učitel. V roce 1969 vydal svou první sbírku básní, první román vydal v roce 1983. Později vydal řadu dalších knih, jak sbírek poezie a románů, tak i divadelních her a sbírek povídek. Napsal scénáře ke dvěma filmům režiséra Stevena Shainberga. Za román Tree of Smoke (2007) získal Národní knižní cenu. V češtině kniha vyšla pod názvem Sloupové dýmu (2008), dále v překladu vyšla ještě kniha Nikdo ani hnout (Nobody Move, 2009).
Tři jeho knihy se dočkaly filmového zpracování: Jesus' Son (r. Alison Maclean, 1999), Hvězdy v poledne (r. Claire Denis, 2022) a Sny o vlacích (r. Clint Bentley, 2025).
Zemřel na rakovinu jater ve věku 67 let v Kalifornii.